# Mantophryne lateralis
Espèce
Statut de conservation UICN

 LC  : Préoccupation mineure
Mantophryne lateralis est une espèce d'amphibiens de la famille des Microhylidae.

## Répartition

Aire de répartition de Mantophryne lateralis.

Cette espèce est endémique de Nouvelle-Guinée. Son aire de répartition concerne le Nord-Est de la province indonésienne de Papouasie et toute la Papouasie-Nouvelle-Guinée, à l'exception du Sud-Ouest et des zones de hautes montagnes, et l'île Normanby. Elle est présente du niveau de la mer jusqu'à 1 430 m d'altitude,.

## Description
Mantophryne lateralis mesure environ 40 mm. Son dos est gris brunâtre avec de petites taches noires ainsi qu'une large bande noire sur les côtés, de l'œil jusqu'à l'aine. L'intérieur de ses membres présente une raie noire. Son ventre est brunâtre et est tacheté de noir.

## Publication originale
- Boulenger, 1897 : Descriptions of new lizards and frogs from Mount Victoria, Owen Stanley Range, New Guinea, collected by Mr. A. S. Anthony. Annals and Magazine of Natural History, sér. 6, vol. 19, p. 6-13 (texte intégral).